# Donacesa ochrogaster
Donacesa ochrogaster là một loài bướm đêm trong họ Noctuidae.